# 1844 au Nouveau-Brunswick
Chronologie du Nouveau-Brunswick
- 1840
- 1841
- 1842
- 1843
- 1844
- 1845
- 1846
- 1847
- 1848

Cette page concerne les événements survenus en 1844 dans la colonie du Nouveau-Brunswick.

## Événements
- Création du Comté de Victoria

## Naissances
- Prosper Paulin, député
- 14 février : Valentin Landry, journaliste
- 5 mars : Robert Moffat, député
- 7 mars : Andrew George Blair, premier ministre du Nouveau-Brunswick
- 8 mai : Théotime Blanchard, député
- 30 juillet : Newton Ramsay Colter, député
- 12 septembre : William Henry Thorne, sénateur
- 8 décembre : Frederick Harding Hale, député

## Décès
- Rufus Smith, député (né en 1766)